# Welcome to the Aerosmithsonian: A Tribute to Aerosmith
Welcome to the Aerosmithsonian: A Tribute to Aerosmith è un album tributo dedicato ai Aerosmith realizzato nel 2001 per l'etichetta Perris Records.

## Tracce
1. Mama Kin 4:27 Derek St. Holmes (Ted Nugent)
2. Back in the Saddle 4:28 Jason McMaster (Dangerous Toys)
3. Sweet Emotion 4:23 Ron Keel (Steeler, Keel)
4. Last Child 3:33 Derek St. Holmes
5. Walk This Way 3:47 Derek Davis (Babylon A.D.)
6. S.O.S. (Too Bad) 3:01 Ron Taylor (Lillian Axe)
7. Train Kept A Rollin' 5:40 Paul Shortino (Rough Cutt, Quiet Riot), Jimmy Crespo (Aerosmith)
8. Lord of the Thighs 4:02 Davy Vain (Vain), Jamie Scott (Vain)
9. Rock in a Hard Place 4:37 Jason McMaster, Tom Mathers (Cherry St.)
10. Get the Lead Out 4:01 Derek St. Holmes, Jason McMaster, Ron Keel, Derek Davis, Ron Taylor

## Formazione
- Derek St. Holmes - voce nelle tracce 1, 4, 10
- Jason McMaster - voce nelle tracce 2, 9, 10; basso in tutte le tracce
- Ron Keel - voce nelle tracce 3, 10
- Derek Davis - voce nelle tracce 5, 10
- Ron Taylor - voce nelle tracce 6, 10
- Paul Shortino - voce nelle tracce 7, 10
- Jimmy Crespo - chitarra nella traccia 7
- Davy Vain voce nelle tracce 8, 10
- Jamie Scott - chitarra nella traccia 8
- Tom Mathers - chitarra nella traccia 9
- Gilby Clarke - chitarra
- Keri Kelli - chitarra
- Marc Ferrari - chitarra
- Steve Blaze - chitarra
- Eddie Tuduri - percussioni
- Carmine Appice - batteria in tutte le tracce
- Steve Fister - chitarra ritmica in tutte le tracce